# Volgográdi terület
A Volgográdi terület (oroszul Волгоградская область [Volgogradszkaja oblaszty]) az Oroszországi Föderációt alkotó jogalanyok egyike (szubjektum), önálló közigazgatási egység, a Déli szövetségi körzethez tartozik. Népessége 2 610 161 fő (2010), népsűrűsége 22,92 fő/km².

## Földrajz

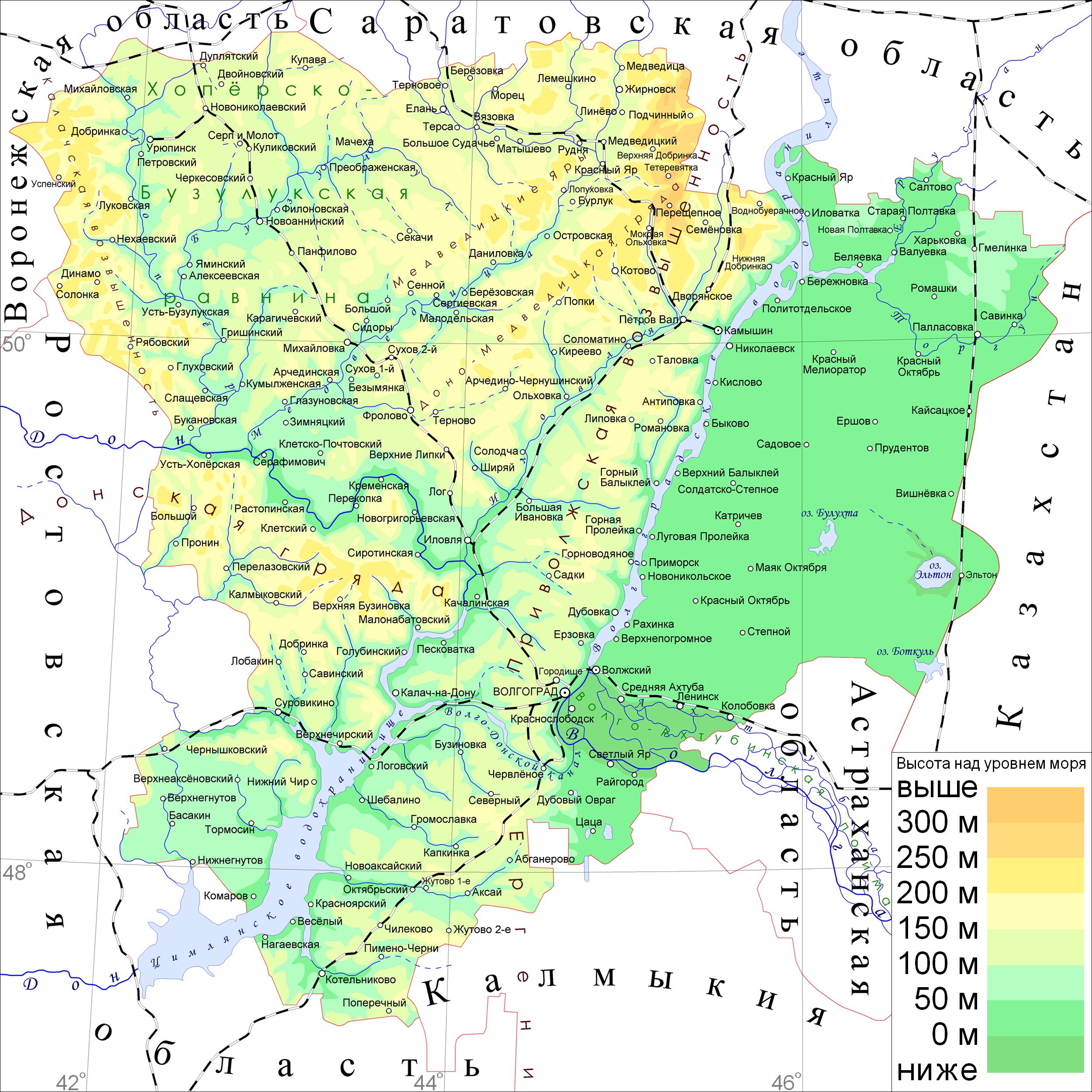
Domborzati térkép

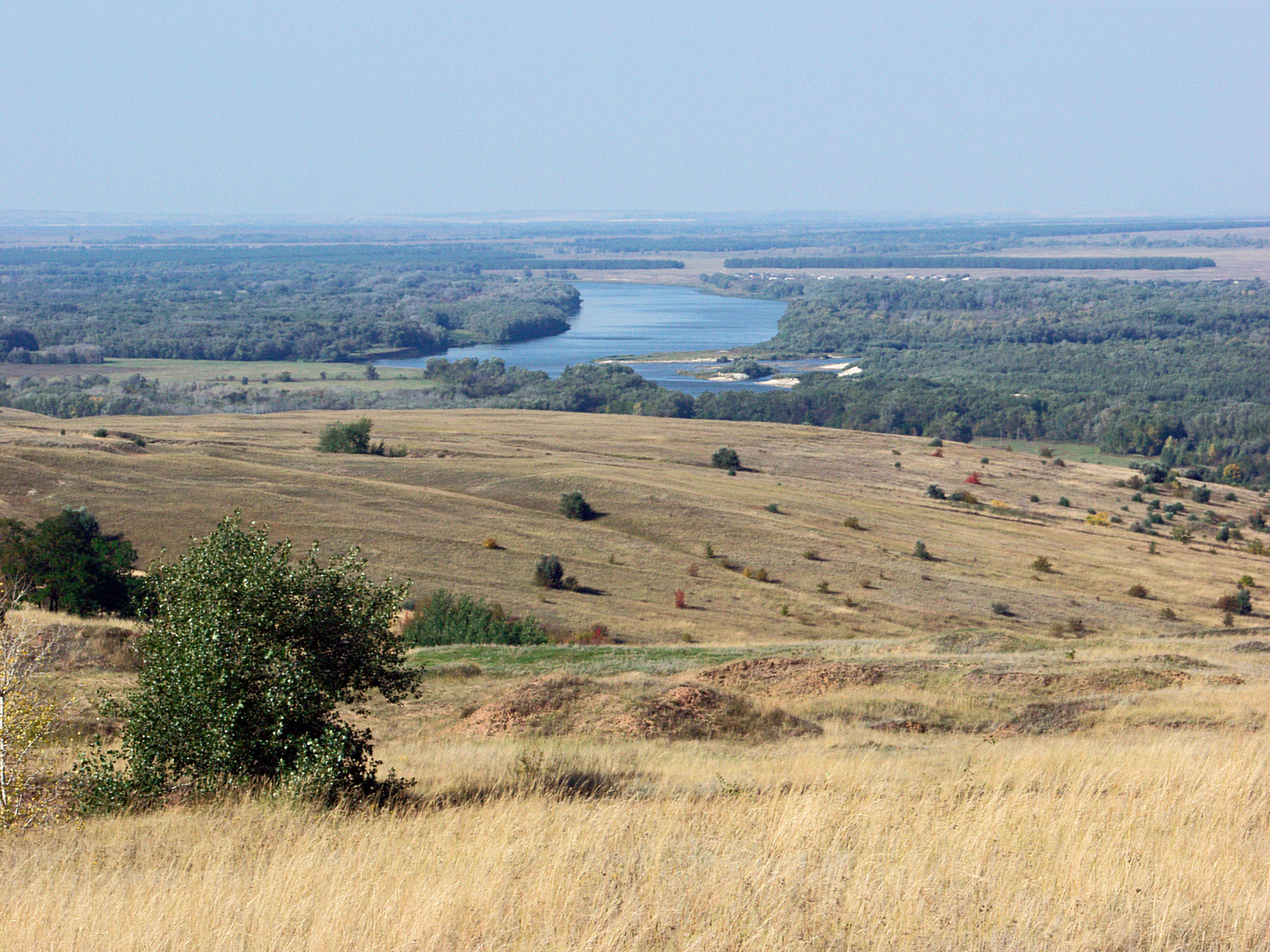
Táj a Volgográdi területen a Don folyó mentén

Területe 113 900 km². Határának hossza 2221,9 km. Szomszédai északon a Szaratovi terület, keleten Kazahsztán Nyugat-kazahsztáni területe, délkeleten az Asztraháni terület, délen Kalmükföld és a Rosztovi terület, nyugaton a Voronyezsi terület.
A Kelet-európai-síkságon fekszik. Déli részén húzódik át a Jergenyi-dombság. Növényföldrajzilag az eurázsiai sztyeppvidéken, a pontuszi-kazahsztáni sztyeppén terül el.
Fő folyói a Volga, a Don, a Medvegyica és a Hopjor. A Volgán a 600 km hosszú Volgográdi-víztározó, a Donon a Cimljanszki-víztározó található.

## Népesség
Népessége: 2 610 161 fő, népsűrűsége 22,92 fő/km².

### Városok
- Volgográd 1 021 244 fő

## Politika, közigazgatás
A Volgográdi terület élén a kormányzó áll. Kormányzó:
- 2014. szeptember 24-től öt évig: Andrej Ivanovics Bocsarov
- A 2019. szeptember 8-i választáson ismét kormányzóvá választották.[2]

### Járások

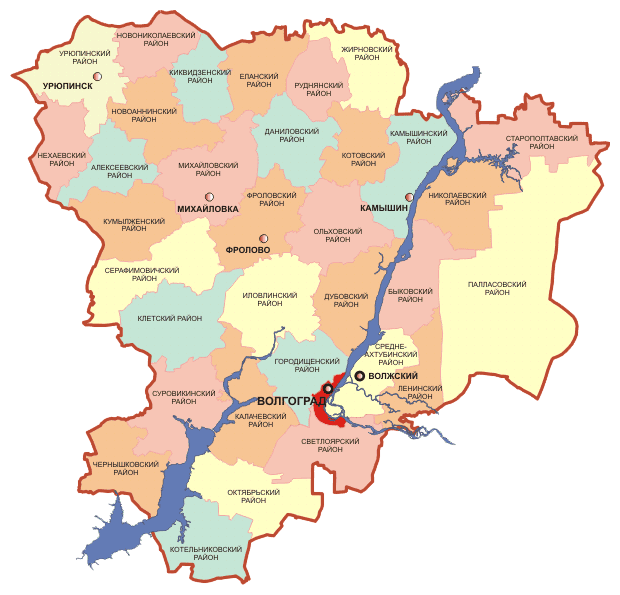
A Volgográdi terület járásai

| Magyar név                              | Orosz név               | Székhely            | Lélekszám |
| --------------------------------------- | ----------------------- | ------------------- | --------- |
| Alekszejevszkajai járás                 | Алексеевский район      | Alekszejevszkaja    | 18 166    |
| Bikovói járás                           | Быковский район         | Bikovo              | 27 055    |
| Cserniskovszkiji járás                  | Чернышковский район     | Cserniskovszkij     | 16 873    |
| Danyilovkai járás                       | Даниловский район       | Danyilovka          | 16 908    |
| Dubovkai járás                          | Дубовский район         | Dubovka             | 30 108    |
| Frolovói járás                          | Фроловский район        | Frolovo             | 14 631    |
| Gorogyiscsei járás (Volgográdi terület) | Городищенский район     | Gorogyiscse         | 60 188    |
| Ilovljai járás                          | Иловлинский район       | Ilovlja             | 33 168    |
| Jelanyi járás                           | Еланский район          | Jelany              | 33 064    |
| Kalacsi járás                           | Калачевский район       | Kalacs-na-Donu      | 58 524    |
| Kamisini járás                          | Камышинский район       | Kamisin             | 42 893    |
| Kikvidzei járás                         | Киквидзенский район     | Preobrazsenszkaja   | 17 669    |
| Kletszkajai járás                       | Клетский район          | Kletszkaja          | 17 858    |
| Kotovói járás                           | Котовский район         | Kotovo              | 34 477    |
| Kotyelnyikovói járás                    | Котельниковский район   | Kotyelnyikovo       | 37 584    |
| Kumilzsenszkajai járás                  | Кумылженский район      | Kumilzsenszkaja     | 21 425    |
| Leninszki járás                         | Ленинский район         | Leninszk            | 30 375    |
| Mihajlovkai járás                       | Михайловский район      | Mihajlovka          | 25 936    |
| Novoannyinszkiji járás                  | Новоаннинский район     | Novoannyinszkij     | 37 306    |
| Novonyikolajevszkiji járás              | Новониколаевский район  | Novonyikolajevszkij | 22 618    |
| Nyehajevszkajai járás                   | Нехаевский район        | Nyehajevszkaja      | 15 588    |
| Nyikolajevszki járás                    | Николаевский район      | Nyikolajevszk       | 32 034    |
| Oktyabrszkiji járás                     | Октябрьский район       | Oktyabrszkij        | 21 760    |
| Olhovkai járás                          | Ольховский район        | Olhovka             | 17 626    |
| Pallaszovkai járás                      | Палласовский район      | Pallaszovka         | 43 293    |
| Rudnyai járás                           | Руднянский район        | Rudnya              | 17 437    |
| Szerafimovicsi járás                    | Серафимовичский район   | Szerafimovics       | 25 378    |
| Szrednyaja Ahtuba-i járás               | Среднеахтубинский район | Szrednyaja Ahtuba   | 58 962    |
| Sztaraja Poltavka-i járás               | Старополтавский район   | Sztaraja Poltavka   | 20 363    |
| Szurovikinói járás                      | Суровикинский район     | Szurovikino         | 37 104    |
| Szvetlij Jar-i járás                    | Светлоярский район      | Szvetlij Jar        | 38 355    |
| Urjupinszki járás                       | Урюпинский район        | Urjupinszk          | 28 775    |
| Zsirnovszki járás                       | Жирновский район        | Zsirnovszk          | 43 685    |